# جاي بود
جاي بود (بالإنجليزية: Jay Budd)‏ هو لاعب كرة قاعدة أمريكي، ولد في 4 ديسمبر 1865، وتوفي في 22 أغسطس 1923 في كليفلاند في الولايات المتحدة.

## وصلات خارجية
- جاي بود على موقعبيزبول رفرنس.كوم (الدوري الرئيسي) (الإنجليزية)